# Guy de Luget
Guy de Luget (* 2. Februar 1884 in La Rochelle; † 22. September 1961 in Montigny-lès-Metz) war ein französischer Florettfechter.

## Erfolge
Guy de Luget erreichte bei den Olympischen Spielen 1924 in Paris mit der Mannschaft ungeschlagen die Finalrunde, in der die französische Equipe ebenfalls beide Partien gewann und vor Belgien und Ungarn den ersten Platz belegte. Gemeinsam mit Philippe Cattiau, Jacques Coutrot, Roger Ducret, Lucien Gaudin, Henri Jobier, André Labatut und Joseph Peroteaux wurde de Luget, der lediglich im Zweitrundengefecht gegen Dänemark zum Einsatz kam, somit Olympiasieger.